# Ruisseau de Cowan
Le ruisseau de Cowan est un cours d'eau de Belgique, affluent de l'Ourthe orientale faisant partie du bassin versant de la Meuse. Il coule entièrement en province de Luxembourg.

## Parcours
Ce ruisseau ardennais prend sa source au village de Rachamps au nord de la commune de Bastogne. Il passe ensuite entre les hameaux de Cowan et de Vissoule puis alimente l'ancien moulin de Neupré. La vallée du ruisseau devient plus encaissée et se poursuit dans les Blancs Bois principalement constitués d'épicéas jusqu'à son confluent avec l'Ourthe orientale en amont de Houffalize et à une altitude de 335 m. Le ruisseau coule sur une longueur approximative de 8 kilomètres. 
Le martin-pêcheur, le cincle plongeur et la bergeronnette des ruisseaux sont régulièrement observés le long du ruisseau de Cowan.